# Johann Nestroy
Johann Nestroy, nato Johann Nepomuk Eduard Ambrosius Nestroy (Vienna, 7 dicembre 1801 – Graz, 25 maggio 1862), è stato un attore teatrale, commediografo e cantante lirico austriaco. Iniziò la sua carriera come cantante lirico, per poi dedicarsi al teatro drammatico. Nel 1831 iniziò a lavorare per il Theater an der Wien. Molto attivo, in 40 anni di carriera, Nestroy sostenne ben 879 ruoli diversi di attore.
Le sue interpretazioni di pungente comicità, trovavano il giusto equilibrio nel pacato umorismo della sua spalla preferita, l'attore Wenzel Scholz.
La sua attività di commediografo con fiabe in cui gli elementi grotteschi si fondono con quelli magici, con ottimi risultati; ottenne notevole successo con Der böse Geist Lumpazivagabundus oder Das liederliche Kleeblatt (Lo spirito maligno Lumpazivagabundus), del 1833.
Nestroy, affrontando sempre tematiche attinenti alla magia e l'irrealtà, traspose in varie sue opere i temi della pochade parigina, ottenendo anche qui risultati di un certo successo.
Molte delle sue opere furono adattate per il cinema fin dai tempi del muto e, in seguito, anche per la televisione.

## Opere
- Friedrich der Prinz von Korsika (1826/27)
- Der Zettelträger Papp (1827)
- Sieben / Zwölf Mädchen in Uniform (1827)
- Die Verbannung aus dem Zauberreiche oder Dreißig Jahre aus dem Leben eines Lumpen (1828)
- Dreißig Jahre aus dem Leben eines Lumpen (1829)
- Der Einsilbige oder Ein dummer Diener seines Herrn (1829)
- Der Tod am Hochzeitstage oder Mann, Frau, Kind (1829)
- Der unzusammenhängende Zusammenhang (1830)
- Magische Eilwagenreise durch die Komödienwelt (1830)
- Zwei Schüsseln voll Faschingskrapfen (1831)
- Der gefühlvolle Kerkermeister oder Adelheid die verfolgte Wittib (1832)
- Nagerl und Handschuh oder Die Schicksale der Familie Maxenpfutsch (1832)
- Humoristische Eilwagenreise durch die Theaterwelt (1832)
- Zampa der Tagdieb oder die Braut von Gips (1832)
- Der konfuse Zauberer oder Treue und Flatterhaftigkeit (1832)
- Die Zauberreise in die Ritterzeit oder Die Übermütigen (1832)
- Genius, Schuster und Marqueur oder Die Pyramiden der Verzauberung (1832)
- Der Zauberer Februar oder Die Überraschungen (1833)
- Der Feenball oder Tischler, Schneider und Schlosser
- Der böse Geist Lumpazivagabundus oder Das liederliche Kleeblatt - Lo spirito maligno Lumpazivagabundus, (1833)
- Robert der Teuxel (1833)
- Der Tritschtratsch (1833)
- Der Zauberer Sulphurelectrimagnetikophosphoratus und die Fee Walpurgiblocksbergiseptemtrionalis oder Die Abenteuer in der Sclaverey oder Asiatische Strafe für europäische Vergehen oder Des ungeratenen Herrn SohnesLeben, Taten und Meinungen, wie auch dessen Bestrafung in der Sklaverei und was sich all dort Ferneres mit ihm begab (1834)
- Müller, Kohlenbrenner und Sesseltrager oder Die Träume von Schale und Kern (1834)
- Das Verlobungsfest im Feenreiche oder Die Gleichheit der Jahre (1834)
- Die Gleichheit der Jahre (1834)
- Die Fahrt mit dem Dampfwagen (1834)
- Die Familien Zwirn, Knieriem und Leim oder Der Welt-Untergangs-Tag (1834)
- Weder Lorbeerbaum noch Bettelstab (1835)
- Eulenspiegel oder Schabernack über Schabernack (1835)
- Zu ebener Erde und erster Stock oder Die Launen des Glückes (1835)
- Der Treulose oder Saat und Ernte (1836)
- Die beiden Nachtwandler oder Das Notwendige und das Überflüssige (1836)
- Der Affe und der Bräutigam (1836)
- Eine Wohnung ist zu vermieten in der Stadt, Eine Wohnung ist zu verlassen in der Vorstadt, Eine Wohnung mit Garten ist zu haben in Hietzing (1837)
- Moppels Abenteuer im Viertel unter Wiener Wald, in Neu-Seeland und Marokko (1837)
- Das Haus der Temperamente (1837)
- Glück, Mißbrauch und Rückkehr oder Das Geheimnis des grauen Hauses (1838)
- Der Kobold oder Staberl im Feendienst (1838)
- Gegen Torheit gibt es kein Mittel (1838)
- Die verhängnisvolle Faschingsnacht (1839)
- Der Färber und sein Zwillingsbruder (1840)
- Der Erbschleicher (1840)
- Die zusammengestoppelte Komödie (1840)
- Der Talisman (1840)
- Das Mädl aus der Vorstadt oder Ehrlich währt am längsten (1841)
- Einen Jux will er sich machen (1842)
- Die Ereignisse im Gasthofe (1842)
- Die Papiere des Teufels oder Der Zufall (1842)
- Liebesgeschichten und Heiratssachen (1843)
- Das Quodlibet verschiedener Jahrhunderte (1843)
- Nur Ruhe! (1843)
- Eisenbahnheiraten oder Wien, Neustadt, Brünn (1844)
- Hinüber Herüber (1844)
- Der Zerrissene (1844)
- Die beiden Herren Söhne (1845)
- Das Gewürzkrämerkleeblatt oder Die unschuldigen Schuldigen (1845)
- Unverhofft (1845)
- Der Unbedeutende (1846)
- Zwei ewige Juden und Keiner (1846)
- Der Schützling (1847)
- Die schlimmen Buben in der Schule (1847)
- Martha oder Die Mischmonder Markt-Mägde-Mietung (1848)
- Die Anverwandten (1848)
- Freiheit in Krähwinkel (1848)
- Lady und Schneider (1849)
- Judith und Holofernes - Giuditta e Oloferne, (1849)
- Der alte Mann mit der jungen Frau (1849)
- Höllenangst (1849)
- Sie sollen ihn nicht haben oder Der holländische Bauer (1850)
- Der holländische Bauer (1850)
- Karikaturen-Charivari mit Heiratszweck (1850)
- Alles will den Propheten sehen (1850)
- Verwickelte Geschichte (1850)
- Mein Freund (1851)
- Der gemütliche Teufel oder Die Geschichte vom Bauer und der Bäuerin (1851)
- Kampl
- Heimliches Geld, heimliche Liebe (1853)
- Theaterg'schichten durch Liebe, Intrige, Geld und Dummheit (1854)
- Nur keck! (1856)
- Umsonst (1857)
- Tannhäuser (1857)
- Ein gebildeter Hausknecht
- Zeitvertreib (1858)
- Lohengrin (1859)
- Frühere Verhältnisse (1862)
- Häuptling Abendwind oder Das greuliche Festmahl (1862)

## Filmografia

### Cinema
- Robert und Bertram, die lustigen Vagabunden, regia di Max Mack (1915)
- Einen Jux will er sich machen
- Lumpazivagabundus, regia di Jacob Fleck e Luise Fleck (1919)
- Der böse Geist
- Frühere Verhältnisse, regia di Arthur Bergen (1927)
- Das Einmaleins der Liebe
- Lumpacivagabundus, regia di Géza von Bolváry (1936)
- Die goldene Fessel
- Einmal keine Sorgen haben